# Leeres Modell
In der Statistik ist ein leeres Modell, auch Leermodell, bzw. Nullmodell genannt (englisch intercept-only model), der Spezialfall eines linearen Regressionsmodells, in dem nur der Achsenabschnitt (englisch intercept) berücksichtigt wird und bei der alle anderen Regressionsparameter neben dem Achsenabschnitt gleich Null sind. Es stellt die einfachste Spezifikation eines linearen Modells dar und enthält als einzigen trivialen Regressor die Eins. Beim Nullmodell sind alle Regressionsparameter außer dem Achsenabschnitt null und die „beste“ Schätzung der abhängigen Variablen liefert das arithmetische Mittel. Das Nullmodell ist meist das Referenzmodell um die Anpassungsgüte einer Regression zu bewerten. Es werden sukzessive Regressoren in das Modell aufgenommen, um zu bewerten wie sich die Anpassungsgüte im Vergleich zum Nullmodell verbessert hat. Bei der sogenannten Vorwärtsselektion werden zum Nullmodell nacheinander die erklärenden Variablen einbezogen, die einen signifikanten Einfluss auf die Zielgröße haben und somit einen wesentlichen Beitrag zur Verbesserung des Modells, im Sinne einer Erhöhung des multiplen Bestimmtheitsmaßes, leisten.

## Das Modell
Das Nullmodel, also das Modell, welches nur aus dem Achsenabschnitt besteht, lautet
{\displaystyle Y_{i}=\beta _{0}+\varepsilon _{i}\quad ,i=1,\ldots ,n}.
Hierbei ist {\displaystyle \beta _{0}} der Achsenabschnitt und {\displaystyle \varepsilon _{i}} stellt einen stochastischen Fehlerterm dar.

## Schätzung des Modells
Beginnt man mit der allgemeinen Definition des KQ-Schätzers {\displaystyle \mathbf {b} =(\mathbf {X} ^{\top }\mathbf {X} )^{-1}\mathbf {X} ^{\top }\mathbf {y} }, so erhält man als KQ-Schätzer für den Achsenabschnitt:
{\displaystyle \mathbf {b} =(\mathbf {X} ^{\top }\mathbf {X} )^{-1}\mathbf {X} ^{\top }\mathbf {y} =\left({\begin{pmatrix}1&\cdots &1\end{pmatrix}}{\begin{pmatrix}1\\\vdots \\1\end{pmatrix}}\right)^{-1}\mathbf {X} ^{\top }\mathbf {y} =n^{-1}\sum \limits _{i=1}^{n}y_{i}={\overline {y}}={\hat {\beta }}_{0}\quad }, mit {\displaystyle \quad \mathbf {X} =1\!\!1_{n}}
also den Durchschnitt der Zielgröße {\displaystyle {\overline {y}}}. Dieser Schätzer ist unverzerrt, weil {\displaystyle \operatorname {E} ({\hat {\beta }}_{0})=\operatorname {E} ({\overline {Y}})=n^{-1}\sum \limits _{i=1}^{n}\operatorname {E} (\beta _{0}+\varepsilon _{i})=\beta _{0}}.